# Ischgl Challenger
L'Ischgl Challenger è stato un torneo professionistico di tennis giocato su campi in sintetico indoor. Faceva parte dell'ATP Challenger Series. Si giocava annualmente a Ischgl in Austria.

## Albo d'oro

### Singolare
| Anno | Campione          | Finalista         | Punteggio     |
| ---- | ----------------- | ----------------- | ------------- |
| 2003 | Joachim Johansson | Daniele Bracciali | 7–5, 6–3      |
| 2004 | Dick Norman       | Daniele Bracciali | 6–1, 3–6, 6–1 |

### Doppio
| Anno | Campioni                        | Finalisti                           | Punteggio |
| ---- | ------------------------------- | ----------------------------------- | --------- |
| 2003 | Julian Knowle Alexander Peya    | Gianluca Bazzica Massimo Dell'Acqua | 6–2, 6–3  |
| 2004 | Leonardo Azzaro Christopher Kas | Gianluca Bazzica Massimo Dell'Acqua | 7–5, 6–3  |